# Hedeby
Hedeby (en nórdico antiguo: Heiðabýr, de heiðr = brezal, y býr = campo, por lo tanto se puede traducir como "campo de brezos"), mencionado por Alfredo el Grande como aet Haethe (al Brezal); en alemán: Haddeby y Haithabu, una forma moderna de la rúnica Heiðabý(r), fue un importante asentamiento comercial en Dinamarca y la frontera al norte de Alemania durante la Era vikinga que floreció entre los siglos VIII y XI. Actualmente desaparecida, estaba localizada al extremo sur de Jutlandia, la ciudad habitada más grande de los países nórdicos de la época y fue la plaza habitada más antigua de Dinamarca hasta su incorporación a Alemania.
La ciudad de Schleswig se fundó más tarde y dio nombre al ducado, hay registros que hablan de un puente que enlazaba ambas ciudades. Hedeby fue abandonada tras su destrucción en 1066.
Hedeby formaba parte de los nuevos establecimientos comerciales que aparecieron por esta época en la zona del mar del Norte y el Báltico, junto con Ribe, Dorestad, Quentovic, Birka y Hamwith. La ciudad aparece en las crónicas francas de Einhard (804) que estaba al servicio de Carlomagno, probablemente fue fundada alrededor de 770. En 808 el rey Godofredo I de Dinamarca (en latín: Godofredus) destruyó la competencia eslava de la ciudad de Reric (actualmente Lübeck), y según las mismas crónicas francas desplazó a los mercaderes hacia Hedeby, lo que favoreció el ímpetu inicial de desarrollo en la ciudad. Las mismas fuentes recogen que el rey Godofredo fortaleció la franja de Danevirke, una muralla defensiva al sur de Jutlandia.

## Cronología

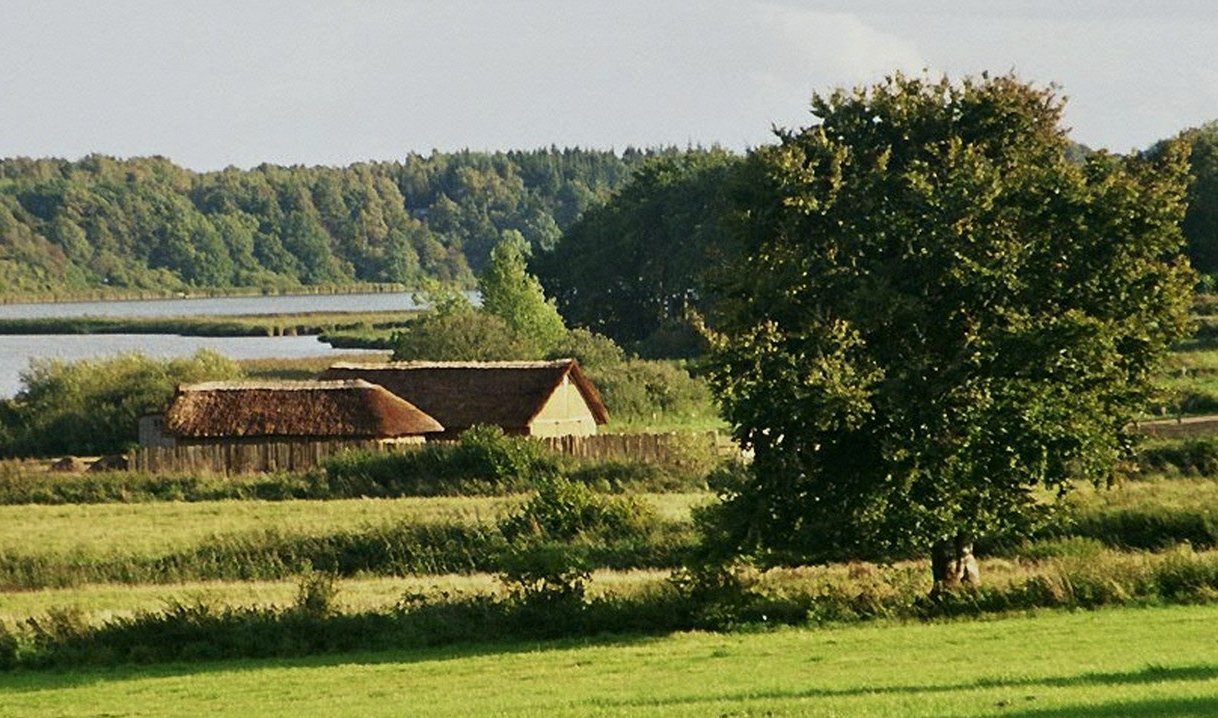
Dos casas vikingas reconstruidas en Hedeby.

La ciudad fue descrita por cronistas contemporáneos de Inglaterra, Wulfstan de Hedeby en el siglo IX, y del Mediterráneo, Ibrahim ibn Yaqub al-Tartushi en el siglo X, y Adán de Bremen en el siglo XI. Hacia el año 825 acuñaba sus propias monedas.
La dinastía sueca de Olof el Descarado al parecer gobernó Hedeby durante las últimas décadas del siglo IX y principios del siglo X. No existe registro histórico de tal dominio a excepción de una cita de Adán de Bremen que menciona este hecho por un comentario del rey Svend II de Dinamarca, así como tres piedras rúnicas encontradas en Dinamarca. Dos de ellas erigidas por la madre del nieto del rey Olof, Sigtrygg Gnupasson; la tercera piedra descubierta en 1796, pertenece a la misma Hedeby, la piedra rúnica de Eric, escrita en futhark joven (muy típico de suecos y noruegos, pero es posible que los daneses también escribieran en esa versión ocasionalmente).
Al-Tartushi, un explorador de al-Ándalus del siglo X, ofrece una amplia descripción de la vida en Hedeby. Al-Tartushi era de Córdoba que, en aquel tiempo, disfrutaba de una vida más saludable y confortable comparada con los estándares escandinavos:

Slesvig (Hedeby) es una gran ciudad en un extremo del gran océano de los habitantes adoran a Sirius, a excepción de una minoría cristiana que tiene su iglesia en la ciudad El que mata un animal para el sacrificio pone postes en la puerta de su patio y empala a los animales en ellos, ya sea una pieza de ganado, un carnero, chivo o un cerdo para que sus vecinos sean conscientes de que está haciendo un sacrificio en honor de su dios. La ciudad es pobre en bienes y riquezas. El pueblo come principalmente peces que hay en abundancia. Los bebés son arrojados al mar por razones de economía. El derecho al divorcio pertenece a las mujeres usaban el maquillaje artificial en los ojos es otra particularidad; cuando lo usan, su belleza nunca desaparece, tanto en hombres como mujeres. Aún más, nunca he oído cantar de forma más horrible que el de esta gente, es un ruido que emana de sus gargantas, similar a la de un perro, pero aún más bestial.
Al-Tartushi

## Destrucción
La ciudad fue saqueada en 1050 por el rey noruego Harald Hardrada durante el enfrentamiento con el rey Svend II de Dinamarca. Harald incendió la ciudad enviando naves en llamas hacia el puerto. El escaldo islandés Snorri Sturluson, lo describe así:

Arde con fuerza de punta a punta Hedeby.
(...)
Alto se alzaron las llamas desde las casas cuando, antes del amanecer, estaba en el brazo de la fortaleza.
 Snorri Sturluson

Tras el ataque de Harald, la ciudad no se recuperó y los eslavos orientales remataron su fin con el saqueo de 1066. A partir de entonces los habitantes abandonaron el lugar.